# Oberhombrechen
Oberhombrechen ist eine Hofschaft in Hückeswagen im Oberbergischen Kreis im Regierungsbezirk Köln in Nordrhein-Westfalen (Deutschland).

## Lage und Beschreibung
Oberhombrechen liegt im nördlichen Hückeswagen oberhalb der Wuppertalsperre nahe der Stadtgrenze zu Radevormwald. Nachbarorte sind Vormwald, Mittelhombrechen, Niederhombrechen, Mitberg, Niederbeck, Kormannshausen, Neukretze und Karrenstein. Die Ortschaft ist über eine Zufahrtsstraße erreichbar, die zwischen Neuenherweg und Kormannshausen von der Kreisstraße K11 abzweigt und die auch Vormwald, Mittelhombrechen und Karrenstein anbindet.
Westlich von Oberhombrechen entspringt der Bach Ressiepen, ein Zufluss des Wiebachs und östlich entspringt der Bach Oberhombrechener Siepen, der in die Wiebach-Vorsperre der Wuppertalsperre mündet. Am westlichen Ortsausgang liegt ein Reiterhof.

## Geschichte
1481 wurde der Ort das erste Mal in einer Spendenliste für den Marienaltar der Hückeswagener Kirche urkundlich erwähnt. Schreibweise der Erstnennung: zo Hombrechen. Die Karte Topographia Ducatus Montani aus dem Jahre 1715 zeigt den Hof als Hombreck. Im 18. Jahrhundert gehörte der Ort zum bergischen Amt Bornefeld-Hückeswagen.
1815/16 lebten 23 Einwohner im Ort. 1832 gehörte Oberhombrechen unter dem Namen Heinhombrechen der Herdingsfelder Honschaft an, die ein Teil der Hückeswagener Außenbürgerschaft innerhalb der Bürgermeisterei Hückeswagen war. Der laut der Statistik und Topographie des Regierungsbezirks Düsseldorf als Weiler kategorisierte Ort besaß zu dieser Zeit vier Wohnhäuser und vier landwirtschaftliche Gebäude. Zu dieser Zeit lebten 31 Einwohner im Ort, davon sechs katholischen und 25 evangelischen Glaubens.
Im Gemeindelexikon für die Provinz Rheinland werden 1885 fünf Wohnhäuser mit 30 Einwohnern angegeben. Der Ort gehörte zu dieser Zeit zur Landgemeinde Neuhückeswagen innerhalb des Kreises Lennep. 1895 besitzt der Ort sieben Wohnhäuser mit 31 Einwohnern, 1905 fünf Wohnhäuser und 36 Einwohner.

## Sehenswürdigkeiten und Naturschutzgebiete
Von Bedeutung für den Ort war früher die alte, nicht mehr existente Gaststätte „Schlappenbühl“. Auf einer Anhöhe nahe der Hofschaft wird eine Windkraftanlage betrieben. Die Wiebach-Vorsperre der Wuppertalsperre bietet Ornithologen ein lohnendes Beobachtungsgebiet für Wasservögel. Auf der nördlichen Seite von Oberhombrechen liegt das Naturschutzgebiet Wiebachtal mit seinen Talhängen, das sich bis zur Wiebach-Vorsperre erstreckt. Südwestlich von ihr stehen  Ufer und Talhänge der Wuppertalsperre unter Naturschutz und  nördlich grenzt das NSG  Wiebachtal und Siepener Bachtal auf Radevormwalder Gebiet an.

## Wander- und Radwege
Folgende Wanderwege führen durch den Ort:
- Die SGV-Hauptwanderstrecke X7 (Residenzenweg) von Arnsberg nach Düsseldorf-Gerresheim
- Der Ortsrundwanderweg A10

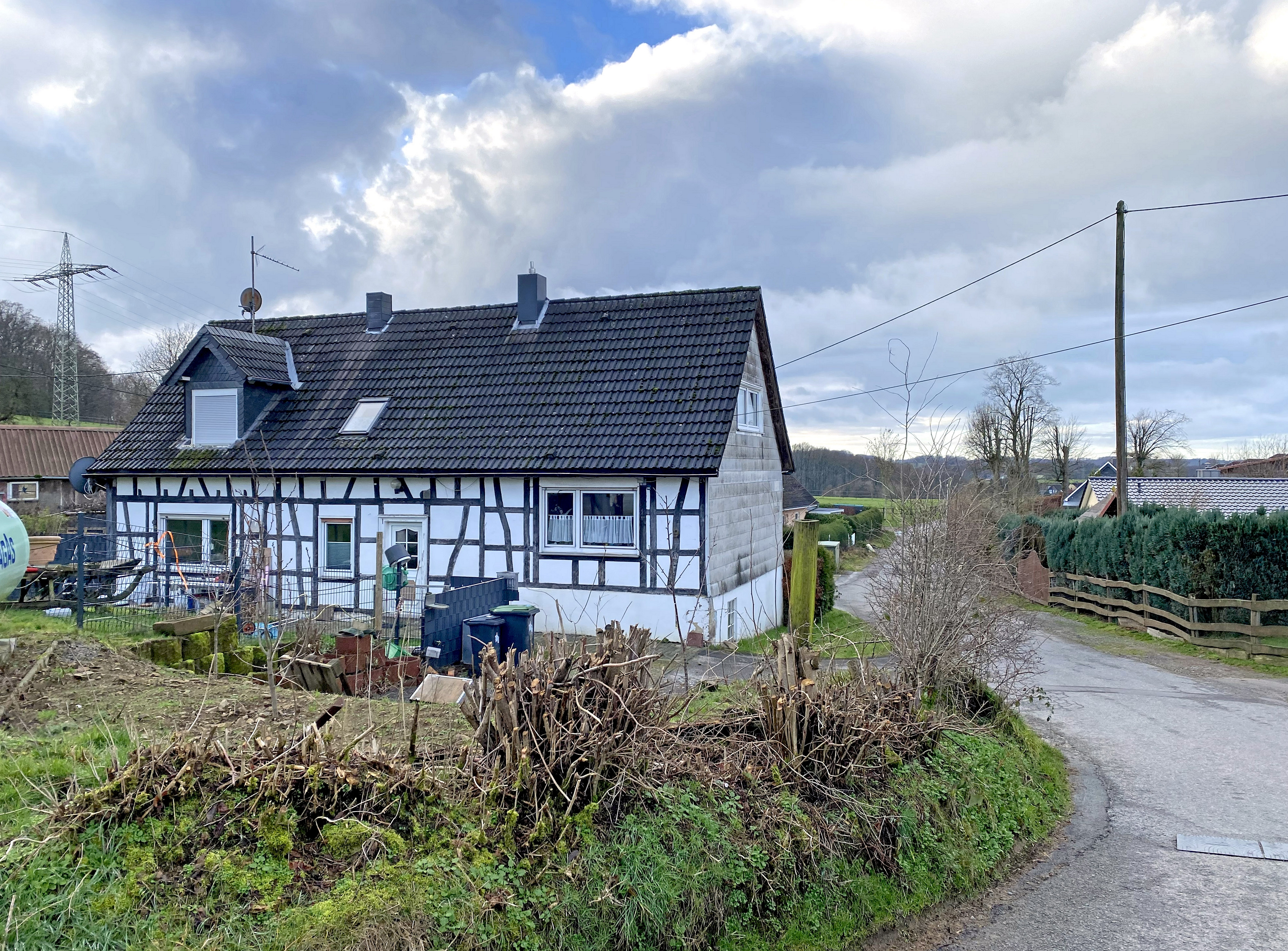
Fachwerkhaus in Oberhombrechen
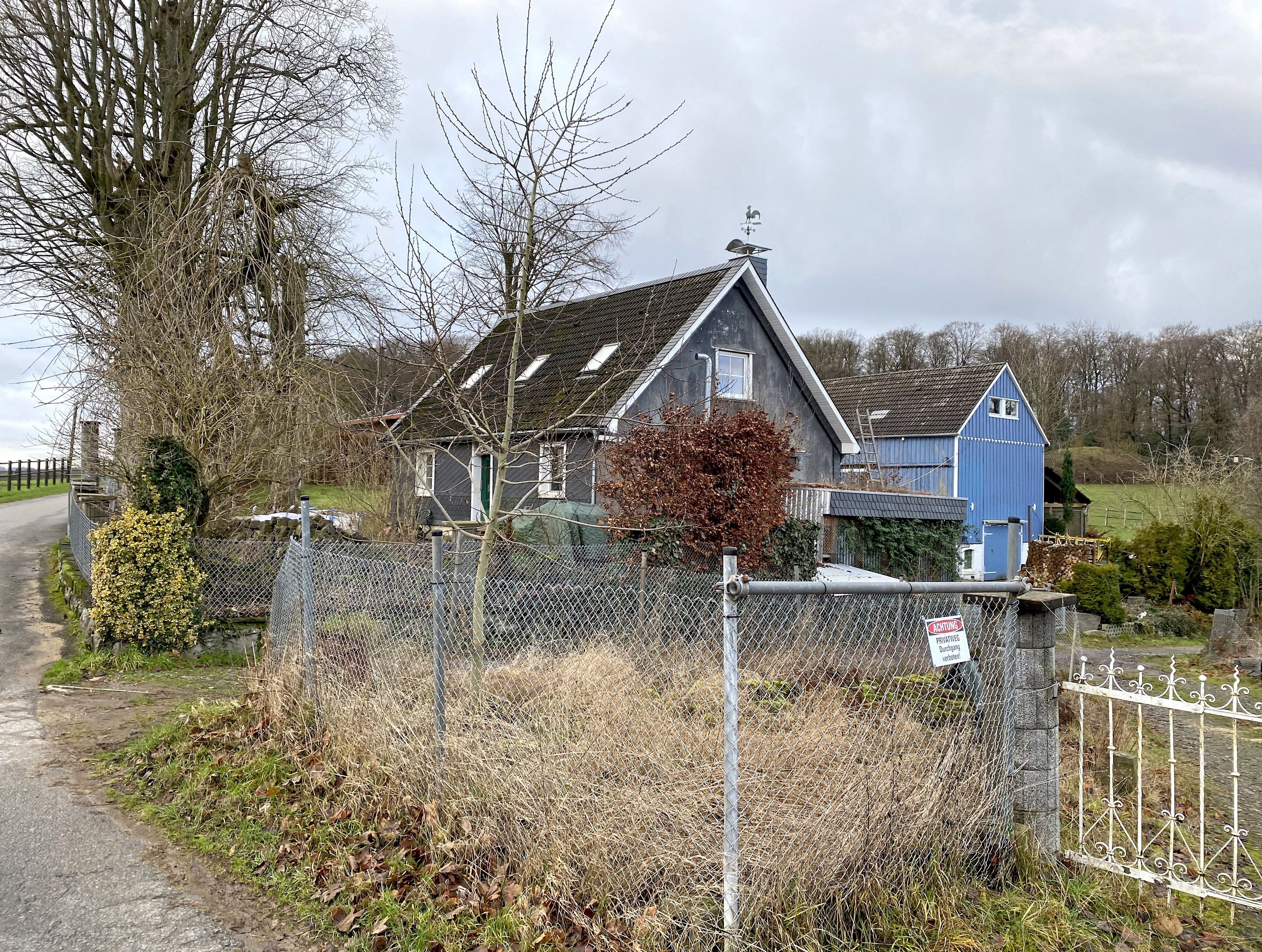
Oberhombrechen 10 mit alten Hausbäumen
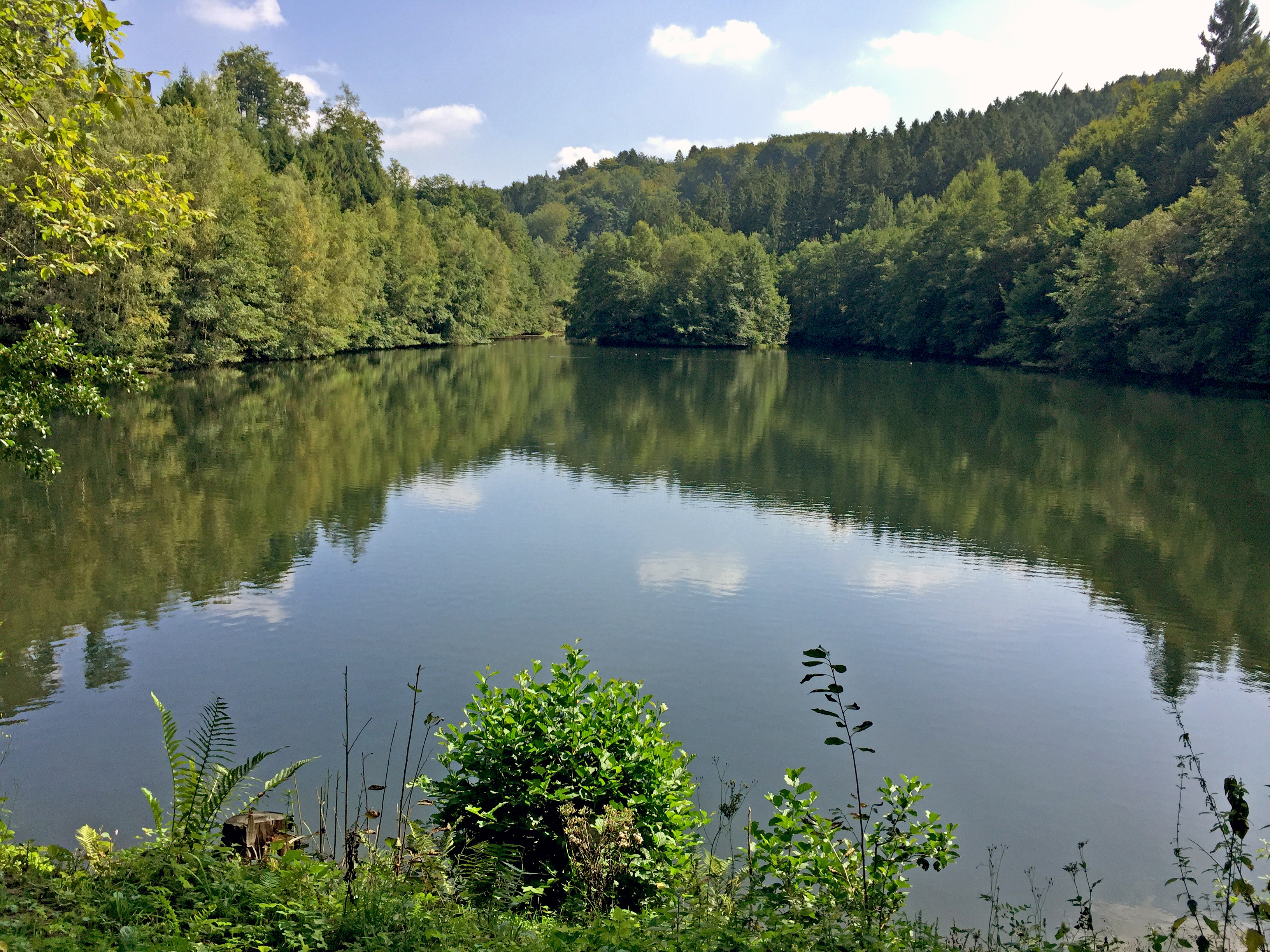
Wiebach-Vorsperre Naturschutzgebiet